# Sonja Lüthi

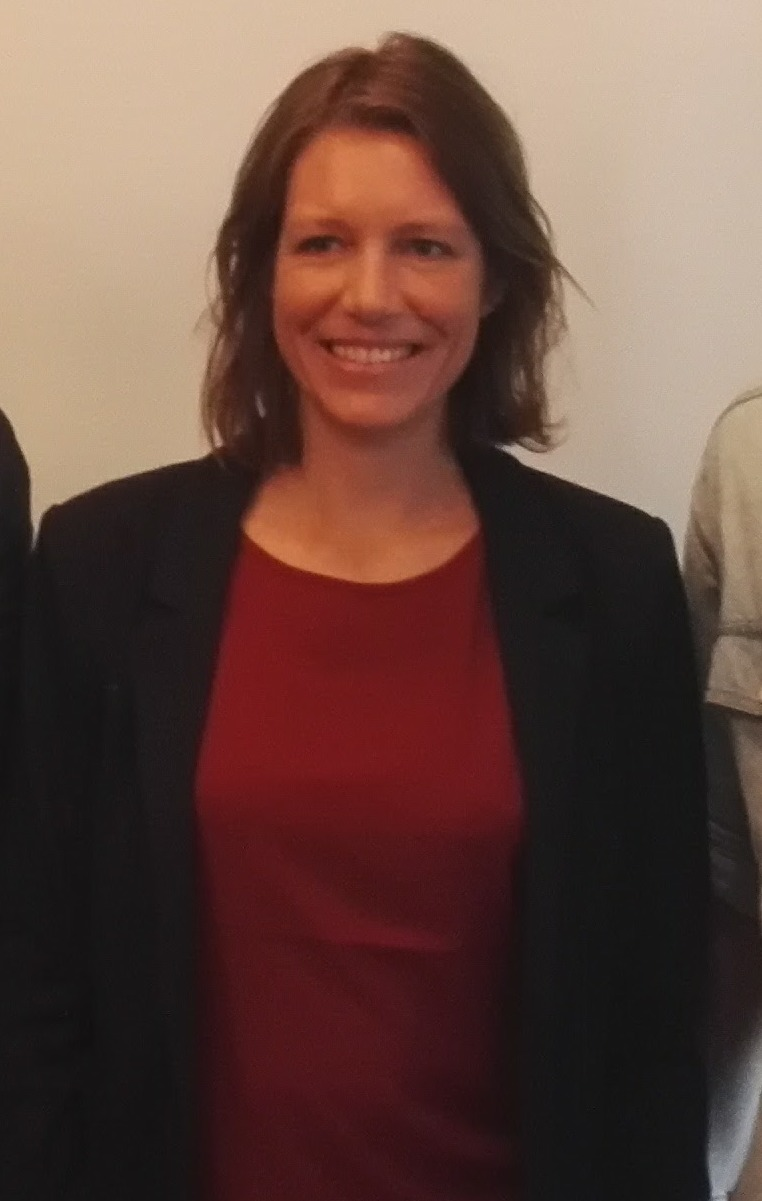
Sonja Lüthi im Jahr 2016

Sonja Lüthi (* 18. März 1981; heimatberechtigt in Thundorf TG) ist eine Schweizer Politikerin (GLP), leitet als St. Galler Stadträtin die Direktion Soziales und Sicherheit und ist St. Galler Kantonsrätin.

## Leben und Ausbildung
Lüthi ist diplomierte Geografin, Sekundarlehrerin und promovierte Ökonomin. Sie doktorierte mit einer Dissertation über eine wirksame Förderpolitik für erneuerbare Energien an der Universität St. Gallen. Sie ist verheiratet und Mutter einer Tochter und zweier Söhne.

## Politik
Von 2011 bis 2014 war Lüthi Vizepräsidentin der Grünliberalen der Stadt St. Gallen. Von 2012 bis 2015 war Mitglied des St. Galler Stadtparlaments und dort Vizepräsidentin der Werkkommission und Mitglied im Verwaltungsrat der Olma Messen St. Gallen. Im Kantonsrat politisierte sie von 2015 bis 2020 in der CVP/GLP-Fraktion, seit 2024 in der SP/Grüne/GLP-Fraktion. 2016 bis 2018 war Lüthi Präsidentin der GLP des Kantons St. Gallen. Seit 2018 ist sie St. Galler Stadträtin und Vorsteherin der Direktion Soziales und Sicherheit.